# Законодавчий корпус

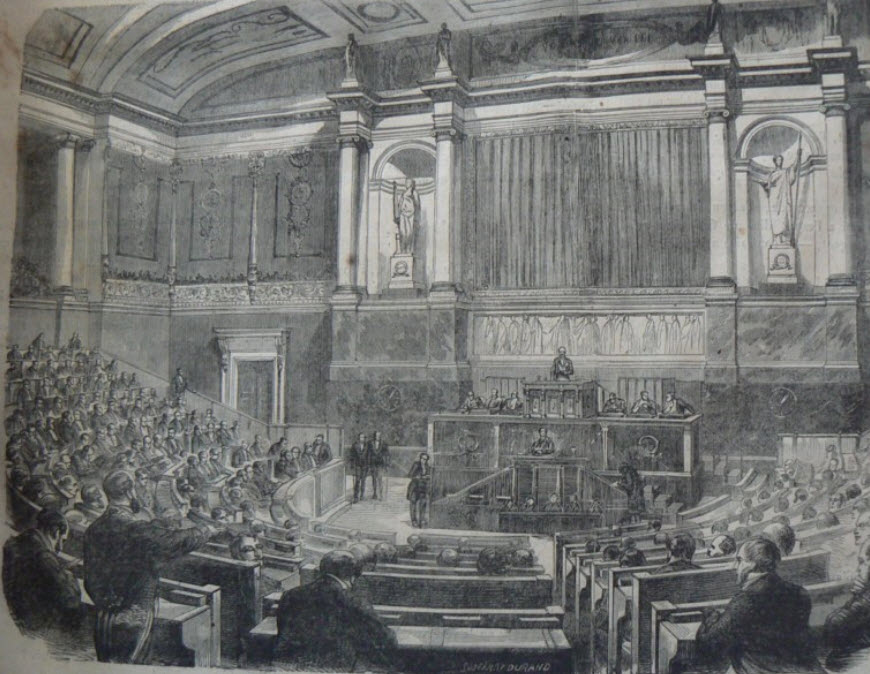
Зал засідань Законодавчого корпусу, опублікований у Le Journal illustré, 1869 рік.

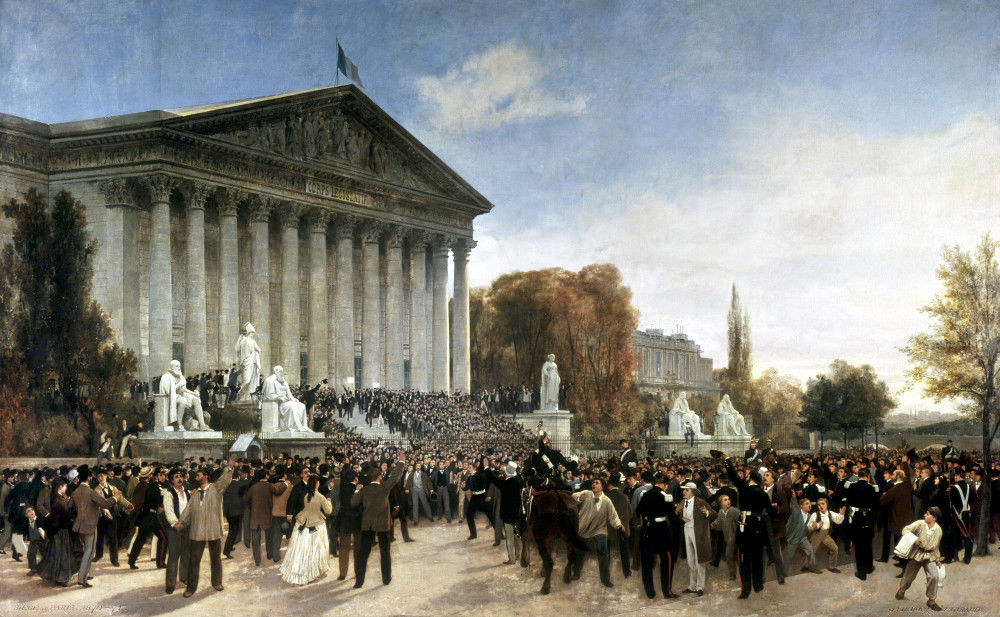
Сцена біля Palais du Corps Législatif після останнього засідання, 1870, Жак Гіо.

Законодавчий корпус був частиною французького законодавчого органу під час Французької революції та після неї. Це також загальний французький термін, який використовується для позначення будь-якого законодавчого органу.

## Історія
Конституція року I передбачила потребу в законодавчому корпусі. У період Французької Директорії, починаючи з 1795 року, Corps législatif посилався на двопалатний законодавчий орган Conseil des Cinq-Cents (Рада п'ятисот) і Conseil des Anciens (Рада стародавніх).
Пізніше, під час консульства Наполеона, Конституція року VIII (1799) створила Corps législatif як законотворчий орган урядового апарату, що складається з трьох частин (поряд із Tribunat і Sénat Conservateur). Цей орган замінив Conseil des Cinq-Cents, заснований Конституцією III року періоду Директорії як нижню палату французького законодавчого органу, але його роль полягала виключно в голосуванні за закони, розглянуті в Трибунаті. Конституція року X продовжила існування корпусу, але Наполеон став більш нетерплячим через його повільні обговорення та позбавив його більшої частини повноважень у 1804 році. Він був остаточно скасований Людовіком XVIII 4 червня 1814 року, щоб бути замінений Chambre des députés (хоча Chambre des représentants ненадовго було створено під час Ста днів).
Коли Наполеон III прийшов до влади, він відновив Корпус як нижню палату Франції за допомогою Конституції 1852 року, члени якої обиралися загальним прямим голосуванням на 6 років. Вибори відбулися в лютому 1852, червні 1857, 31 травня 1863 і травні 1869. Зіткнувшись із всемогутньою виконавчою владою – міністри, призначені Наполеоном III, залежали лише від нього – виборний законодавчий корпус Другої імперії поділив свої обмежені законодавчі повноваження з виконавчою Державна Рада, що складалася з чиновників, і Сенат, члени якого були названий за життя.